# Fabio Borini
Fabio Borini (29. březen 1991, Bentivoglio, Itálie) je italský fotbalový útočník hrající od roku 2023 v druholigové Sampdorii.

## Kariéra

### Klubová
V roce 2007 přišel do Chelsea FC z Boloně. Zahrál si také za Swansea City a v červenci 2012 přestoupil z AS Řím do Liverpoolu. V září 2013 šel na roční hostování do Sunderlandu.

### Reprezentační
V červnu 2013 byl nominován na Mistrovství Evropy hráčů do 21 let konané v Izraeli. 15. června rozhodl v semifinále jedním gólem o výhře Itálie 1:0 nad Nizozemskem. Trefil se i ve finále 18. června proti Španělsku, ale pouze korigoval stav na konečných 4:2 pro soupeře. Získal tak stříbrnou medaili.

#### A-mužstvo
Borini se zúčastnil Mistrovství Evropy ve fotbale 2012, kde se Itálie probila až do finále, kde podlehla Španělsku 0:4. Zůstal však pouze na lavičce náhradníků, nezasáhl ani do jednoho ze šesti zápasů italského týmu na šampionátu.

## Přestupy[5]
- z Boloňa do Chelsea za 350 000 Euro
- z Chelsea do Parma za 360 000 Euro (2. červenec 2011)
- z Parma do Řím za 1 250 000 Euro (31.8. 2011) (půlroční hostování)
- z Parma do Řím za 7 600 000 Euro (23.1. 2012)
- z Řím do Liverpool za 13 300 000 Euro
- z Liverpool do Sunderland za 1 800 000 Euro (hostování)
- z Liverpool do Sunderland za 10 700 000 Euro
- z Sunderland do Milán za 500 000 Euro (hostování)
- z Sunderland do Milán za 5 500 000 Euro
- z Milán do Verona zadarmo
- z Verona do Karagümrük zadarmo
- z Karagümrük do Sampdoria zadarmo

## Statistika

### Klubová
| Sezóna               | Klub                 | Liga                 | Liga   | Liga | Ligové poháry | Ligové poháry | Ligové poháry | Kontinentální poháry | Kontinentální poháry | Kontinentální poháry | Celkem | Celkem |
| Sezóna               | Klub                 | Soutěž               | Zápasy | Góly | Soutěž        | Zápasy        | Góly          | Soutěž               | Zápasy               | Góly                 | Zápasy | Góly   |
| -------------------- | -------------------- | -------------------- | ------ | ---- | ------------- | ------------- | ------------- | -------------------- | -------------------- | -------------------- | ------ | ------ |
| 2009/10              | Chelsea              | Premier League       | 4      | 0    | AP+ALP        | 2+1           | 0             | LM                   | 1                    | 0                    | 8      | 0      |
| 2010/11              | Chelsea              | Premier League       | 0      | 0    | AP+ALP+AS     | 0+0+0         | 0             | LM                   | 0                    | 0                    | 0      | 0      |
| Celkem za Chelsea    | Celkem za Chelsea    | Celkem za Chelsea    | 4      | 0    | -             | 3             | 0             | -                    | 1                    | 0                    | 8      | 0      |
| 2011                 | Swansea              | Championship         | 12     | 6    | AL+ALP        | 0+0           | 0             | -                    | 0                    | 0                    | 12     | 6      |
| 2011                 | Parma                | Serie A              | 0      | 0    | IP            | 1             | 0             | -                    | 0                    | 0                    | 1      | 0      |
| 2011/12              | Řím                  | Serie A              | 24     | 9    | IP            | 2             | 1             | EL                   | 0                    | 0                    | 26     | 10     |
| 2012/13              | Liverpool            | Premier League       | 13     | 1    | AP+ALP        | 1+0           | 0             | EL                   | 6                    | 1                    | 20     | 2      |
| 2013/14              | Sunderland           | Premier League       | 32     | 7    | AP+ALP        | 3+5           | 0+3           | -                    | 0                    | 0                    | 40     | 10     |
| 2014/15              | Liverpool            | Premier League       | 12     | 1    | AP+ALP        | 2+2           | 0             | LM+EL                | 2+0                  | 0                    | 18     | 1      |
| Celkem za Liverpool  | Celkem za Liverpool  | Celkem za Liverpool  | 25     | 2    | -             | 5             | 0             | -                    | 8                    | 1                    | 38     | 3      |
| 2015/16              | Sunderland           | Premier League       | 26     | 5    | AP+ALP        | 0+1           | 0             | -                    | 0                    | 0                    | 27     | 5      |
| 2016/17              | Sunderland           | Premier League       | 24     | 2    | AP+ALP        | 2+0           | 0             | -                    | 0                    | 0                    | 26     | 2      |
| Celkem za Sunderland | Celkem za Sunderland | Celkem za Sunderland | 82     | 14   | -             | 11            | 3             | -                    | 0                    | 0                    | 93     | 17     |
| 2017/18              | Milán                | Serie A              | 29     | 2    | IP            | 4             | 0             | EL                   | 11                   | 3                    | 44     | 5      |
| 2018/19              | Milán                | Serie A              | 20     | 2    | IP+IS         | 3+1           | 0+0           | EL                   | 5                    | 1                    | 29     | 3      |
| 2019/20              | Milán                | Serie A              | 2      | 0    | IP            | 0             | 0             | -                    | 0                    | 0                    | 2      | 0      |
| Celkem za Milán      | Celkem za Milán      | Celkem za Milán      | 51     | 4    | -             | 8             | 0             | -                    | 16                   | 4                    | 75     | 8      |
| 2020                 | Verona               | Serie A              | 14     | 3    | IP            | 0             | 0             | -                    | 0                    | 0                    | 14     | 3      |
| 2020/21              | Karagümrük           | Süper Lig            | 20     | 9    | TP            | 0             | 0             | -                    | 0                    | 0                    | 20     | 9      |
| 2021/22              | Karagümrük           | Süper Lig            | 21     | 3    | TP            | 3             | 3             | -                    | 0                    | 0                    | 24     | 6      |
| 2022/23              | Karagümrük           | Süper Lig            | 30     | 20   | TP            | 1             | 1             | -                    | 0                    | 0                    | 31     | 21     |
| Celkem za Karagümrük | Celkem za Karagümrük | Celkem za Karagümrük | 71     | 32   | -             | 4             | 4             | -                    | 0                    | 0                    | 75     | 36     |
| 2023/24              | Sampdoria            | Serie B              | 22+1   | 9    | IP            | 0             | 0             | -                    | 0                    | 0                    | 23     | 9      |
| 2024/25              | Sampdoria            | Serie B              | ?      | ?    | IP            | ?             | ?             | -                    | 0                    | 0                    | 23     | 9      |
| Celkově              | Celkově              | Celkově              | 296    | 79   | -             | 30            | 8             | -                    | 25                   | 5                    | 351    | 92     |

### Reprezentační

#### Statistika na velkých turnajích
| Itálie | ME 2012 | Neodehrál žádné z 6 utkání |

## Úspěchy

### Klubové
- vítěz anglické ligy (1x)

Chelsea: 2009/10
- vítěz anglického poháru (1x)

Chelsea: 2009/10

### Reprezentační
- 1× účast na ME (2012 - stříbro)
- 1× účast na ME 21 (2013 - stříbro)